# همه‌پرسی استقلال استونی ۱۹۹۱

## چگونگی
رفراندوم استقلال در جمهوری شوروی سوسیالیستی استونی در ۳ مارس ۱۹۹۱،  در کنار همه‌پرسی مشابه در جمهوری شوروی سوسیالیستی لتونی در همان روز برگزار شد. ۷۸٫۴ درصد رای دهندگان با مشارکت ۸۲٫۹ درصدی این همه‌پرسی را تایید کردند. استقلال در شب ۲۰ اوت توسط شورای عالی استونی تصویب و اجرا شد. 

## نتایج
در این همه‌پرسی، از رای دهندگان پرسیده شد "آیا خواهان بازگرداندن استقلال و حاکمیت ملی جمهوری استونی هستید؟"  
| انتخاب                           | رای       | %    |
| -------------------------------- | --------- | ---- |
| برای                             | ۷۳۷٬۹۶۴   | ۷۸٫۴ |
| در برابر                         | ۲۰۳٬۱۹۹   | ۲۱٫۶ |
| آرای نامعتبر/صاف                 | ۶۹۶۷      | –    |
| جمع                              | ۹۴۸۱۳۰    | ۱۰۰  |
| رای دهندگان ثبت نام شده / مشارکت | ۱٬۱۴۴٬۳۰۹ | ۸۲٫۹ |
| منبع: Riigi Teataja              |           |      |